# .gh
.gh (Inglês: Ghana) é o código TLD (ccTLD) na Internet para o Gana.